# Tonami
Tonami (Japans: 砺波市, Tonami-shi) is een stad in de prefectuur Toyama op het eiland Honshu in Japan. De stad heeft een oppervlakte van 126,96 km² en eind 2008 ruim 49.000 inwoners.

## Geschiedenis
De gemeente Tonami werd op 1 april 1954 een stad (shi). Eerder dat jaar (15 januari en 1 maart) werden in totaal 9 dorpen aan de gemeente Tonami toegevoegd.
Op 1 november 2004 werd de gemeente Shogawa (庄川町, Shōgawa-machi) aan Tonami toegevoegd.

## Verkeer
Tonami ligt aan de Jōhana-lijn van de West Japan Railway Company.
Tonami ligt aan de Hokuriku-autosnelweg en aan de nationale autowegen 156, 359 en 471.

## Stedenband
Tonami heeft een stedenband met
- Yalova, Turkije, sinds 3 oktober 1989
- Panjin, China, sinds 25 april 1991
- Lisse, Nederland, sinds 21 april 1992

Schoolkinderen uit Tonami van de Dematchi Junior High School hebben een uitwisselingsprogramma met schoolkinderen van het Fioretticollege in Lisse. De Japanse leerlingen bezochten Lisse voor het laatst van 1 tot en met 10 mei 2014. Daarna is het uitwisselingsprogramma gestopt.

## Aangrenzende steden
- Imizu
- Nanto
- Oyabe
- Takaoka
- Toyama